# خنفساء الماء

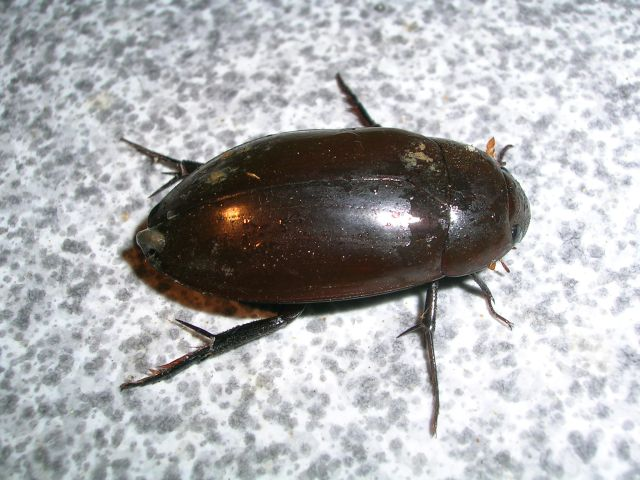
خنفساء الماء خارج من بيئته المائية.

خنافس الماء أو الخنفساء المائية هي نوع من الحشرات والتي تعيش طوال حياتها في الماء بينما يعيش البعض الآخر منها في الماء أو بالقرب من الماء مرحلة اليرقة فقط. وتتمكن الخنافس المائية بالبقاء تحت الماء بفضل الكثير من فقاعات هوائية تحت بطونها، في «الخيشومية المادية»، والذي تسمح بتبادل الغاز.
وتدور الخنفساء المدومة على سطح الماء ولها قرون استشعار وأرجل أمامية ذات مخالب طويلة وأرجل خلفية على شكل مجاديف. وتنقسم عيونها إلى زوج سفلي وزوج علوي. وتُخرج الخنفساء المدومة ـ عند سيرها رائحة تشبه رائحة التفاح. وللخنفساء الغاطسة الضارة هوائيات طويلة تشبه الخيوط، وأرجلها الخلفية منبسطة ولها حاشية مسدلة. والخنفساء المائية الدافنة لها قرون استشعار قصيرة مبتورة. والخنافس الغاطسة الضارة والخنفساء المائية العملاقة الدافنة من الخنافس الضارة المتوحشة، وتأكل الأسماك الصغيرة ويرقات الحشرات.